# Super Star Wars: The Empire Strikes Back
Super Star Wars: The Empire Strikes Back, eller Super Empire Strikes Back, är ett spring och skjut-spel till SNES. Spelet är det andra i trilogin Super Star Wars, och är baserat på filmen Rymdimperiet slår tillbaka från 1980. Spelet släpptes i Japan under titeln Super Star Wars: Teikoku no Gyakushuu. Spelet återutgavs till Virtual Console 2009. 

### Fotnoter
1. ↑  ”Composer information for Super Star Wars: The Empire Strikes Back”. SNES Music. http://www.snesmusic.org/v2/profile.php?selected=2855&profile=set. Läst 23 april 2014.
2. ↑  ”Jedi Battles, Marvelous Bubbles and Frantic Underground Action”. Nintendo of America. 24 augusti 2009. http://www.nintendo.com/whatsnew/detail/OMdpfXYFV0iAQCyFkNx0BJVbpxIGH6nR. Läst 23 april 2014.